# Mesophyllum macroblastum
Mesophyllum macroblastum (Foslie) Adey, 1970  é o nome botânico  de uma espécie de algas vermelhas  pluricelulares do gênero Mesophyllum, subfamília Melobesioideae.
- São algas marinhas encontradas na Itália e Austrália.

## Sinonímia
- Lithothamnion macroblastum  Foslie, 1897.